# 青梅 (龍腦香科)
青梅（Vatica mangachapoi）是龍腦香科青梅属的一种植物。

## 形态
常绿乔木，高7-25米。褐灰带绿色的树皮，枝被黄色星状毛。长椭圆形革质的叶子，长6～10厘米。圆锥花序腋生，被绒毛；条形萼片5枚，其中2枚结实时增大为一对长翅，为二长三短五萼片。坚果状果实不开裂。种子1～3颗。

## 分布
海南、菲律宾、泰国、马来西亚、印度尼西亚等地有分布。